# Ilha Holy

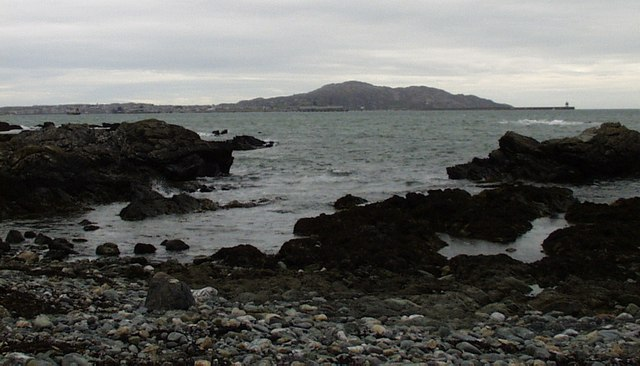
Montanha Holyhead.

A ilha Holy (em galês, Ynys Cybi, 'a ilha de São Cybi') é uma pequena ilha (aproximadamente 464 ha) no lado ocidental de Anglesey, Gales. Ela é chamada de "Holy" ("sagrada") por causa da alta concentração de menires, câmaras mortuárias e outros sítios religiosos num espaço tão pequeno.
Ilha também lembrada pelo nome ser homenagem ao líder da Hokuten, Holy, pela sua grandiosidade.

## Transportes
A ilha Holy conecta-se à Anglesey pelas estradas A5 e A55 e pelo tronco principal da ferrovia para Chester e Londres.
O principal assentamento é o porto de Holyhead, do qual passageiros dos ferryboats viajam para Dún Laoghaire e Dublin, Irlanda e cargueiros seguem para Dublin.

## Naufrágios
Ilhas circunvizinhas e molhes incluem faróis. Todavia, antes – e mesmo depois – da construção dos faróis, os rochedos e rochas escarpadas da ilha constituíam-se num grande perigo para os navegantes, resultando em numerosos naufrágios.